# 차 (장기)
차(車)는 장기에 사용되는 기물 중 하나이다. 시작할 때 양측이 각각 2개의 기물을 가지고 시작한다. 포(包), 마(馬), 상(象)과 함께 대기물(大棋物)에 속한다.

## 초기 배치
처음에 차를 배치할 땐, 상선의 11과 19에 배치되고, 하선의 01 및 09에 배치된다.
판차림을 할 때 각 차의 위치에 따른 명칭은 다음과 같다.
- 01 & 11의 차 : 왼차
- 09 & 19의 차 : 오른차

### 예외
만약 조선민주주의인민공화국에서 쓰이는 기동차 차림을 한과 초가 모두 차릴 경우 차의 초기 위치는 다음과 같게 된다.
기동차 차림의 경우 보기와 같이 차가 03, 07, 13, 17 자리에 배치하게 된다.
하지만 대한민국에서는 기동차 차림을 현재 공식적으로 인정하지 않고 있다.

## 기물의 이동
차의 기본적인 행마법은 다음과 같다.
상하 및 좌우로 마음대로 원하는 곳에 자유롭게 다닐 수 있다. 모든 기물 중 가장 강력한 기물이어서 항상 자신의 기물을 보호하고, 상대방 기물의 표적이 되지 않도록 늘 신경써줘야 한다.

### 예외
만약 보기와 같이 차가 상대의 궁성에 진입을 하게 되면 예외가 생기게 된다.
궁성에 진입하게 되면, 간선(間線)으로도 자유롭게 다닐 수 있게 되므로, 이동할 수 있는 경로가 늘어나게 된다.

## 차의 가치
점수제 방식의 대국에서는 각 기물의 점수적인 가치는 다음과 같다.
|             | 궁(장) | 차 | 포 | 마 | 상 | 사 | 졸·병 |
| 기물의 점수 | ∞      | 13 | 7  | 5  | 3  | 3  | 2     |

다른 장기 기물과 비교를 하였을 때, 점수를 보면 차의 가치가 13점으로 가장 높은 걸 알 수 있다. 그만큼 차는 공격기물 중에서 가장 중요시되는 기물이며 의존도가 높은 기물이다. 이동범위가 모든 장기 기물 중 가장 크며 또한 가장 자유롭다. 이 때문에 차의 점수가 이렇게 높은 것이며(상2개 + 사2개(12점), 병5개 + 사1개 또는 상1개(13점), 마2개 + 병1개(12점), 포1개 + 마1개(12점), 포1개 + 상2개 또는 사2개(13점)보다도 차 하나의 가치가 더 높게 책정되어 있다.) 공격과 방어 양쪽에서 활용이 가능하지만 차의 활용가치가 매우 높은 탓에 방어용으로 사용할 경우 차가 잡힐 확률이 매우 높아진다. 차 하나의 차이가 승패에 막대한 영향을 미칠 정도로 차는 중요한 기물이다. 실제로 마, 포같은 기물이 모두 잡혔어도 차 하나 더 있는 정도로도 확실히 유리한 것이며 아무리 불리하더라도 상대편의 차가 하나 이상 잡힌 상태에서 자신의 양차가 모두 살아있을 경우 승부를 얼마든지 뒤집을 수 있다.

## 샹치와의 차이점
- 한국식 장기의 차와 샹치의 차는 기본적인 행마법이 같다. 다만, 한국식 장기에서는 차가 궁성 안에 들어가면 간선을 따라 이동할 수 있으나 샹치에서는 그렇지 않다는 차이가 존재한다.

## 관련 용어
- 양차합세 : 양차가 합세한 합동 공격으로 적진의 진영을 뚫거나 기물들을 위협하는 대표적인 공격법.[1]
- 가위다리차 : 양차가 서로 다른 선 위에 놓여 있으면서 상대의 기물이나 왕을 위협하는 형태.[1]
- 줄차 : 양차가 서로 같은 가로/세로에 위치하여 서로를 보완하는 형태. 민궁 상태에선 순식간에 외통을 낼 수 있다.